# Backlash (2004)
Backlash (2004) là sự kiện pay-per-view đấu vật chuyên nghiệp Backlash thứ 6 thường niên sản xuất bởi World Wrestling Entertainment (WWE), được tài trợ bởi Square Enix's Drakengard, diễn ra ngày 18 tháng 4 năm 2004 tại Rexall Place ở Edmonton, Alberta và là sự kiện độc quyền của Raw. Đây là sự kiện Backlash đầu tiên tổ chức ngoài Hoa Kỳ.
Sự kiện chính là trận đấu Triple Threat tranh đai World Heavyweight Championship có sự góp mặt của đương kim vô địch Chris Benoit, Triple H, và Shawn Michaels, Benoit giành chiến thắng sau khi buộc Michaels đập tay sau đòn sharpshooter. Một trong những trận đấu nổi bật là Randy Orton vs. Cactus Jack trong trận đấu Hardcore tranh đai WWE Intercontinental Championship. Orton giành chiến thắng và giành lại đai khi đè Cactus sau đòn RKO. Một trận đấu nổi bật khác là Edge vs. Kane, Edge thắng nhờ pinfall sau khi thực hiện đòn spear.

## Kết quả
| # | Kết quả                                                                          | Thể loại                                                        | Thời gian |
| --- | -------------------------------------------------------------------------------- | --------------------------------------------------------------- | --------- |
| 1H | Val Venis đánh bại Matt Hardy                                                    | Trận đấu đơn                                                    | 07:56     |
| 2 | Shelton Benjamin đánh bại Ric Flair                                              | Trận đấu đơn                                                    | 09:29     |
| 3 | Jonathan Coachman (cùng với Garrison Cade) đánh bại Tajiri                       | Trận đấu đơn                                                    | 06:25     |
| 4 | Chris Jericho đánh bại Christian và Trish Stratus                                | Trận đấu chấp người                                             | 11:12     |
| 5 | Victoria (c) đánh bại Lita                                                       | Trận đấu đơn tranh đai WWE Women's Championship                 | 07:22     |
| 6 | Randy Orton (c) đánh bại Cactus Jack                                             | Trận đấu Hardcore tranh đai WWE Intercontinental Championship   | 23:03     |
| 7 | The Hurricane và Rosey đánh bại La Résistance (Robért Conway và Sylvain Grenier) | Trận đấu đồng đội                                               | 05:02     |
| 8 | Edge đánh bại Kane                                                               | Trận đấu đơn                                                    | 06:25     |
| 9 | Chris Benoit (c) đánh bại Shawn Michaels và Triple H bằng đòn khóa               | Trận đấu Triple Threat tranh đai World Heavyweight Championship | 30:12     |
| - (c) – chỉ người vô địch bước vào trận đấu - H – chỉ trận đấu được phát sóng trước pay-per-view tại Sunday Night Heat |                                                                                  |                                                                 |           |